# Roger De Sá
Rogério Paulo Cesar de Sá (ur. 2 października 1964 w Lourenço Marques) – południowoafrykański piłkarz występujący na pozycji bramkarza, a także trener.

## Kariera klubowa
W latach 1984–1989 De Sá grał w zespołach Kwikot Benoni, Defence Forces oraz Jeppe. W 1989 roku został zawodnikiem Moroki Swallows. W sezonach 1989 oraz 1991 zdobył z nią Puchar Południowej Afryki. W Moroce występował do 1995 roku. W kolejnych grał też w Mamelodi Sundowns oraz Bidvest Wits, gdzie w 2001 roku zakończył karierę.

## Kariera reprezentacyjna
W reprezentacji Południowej Afryki De Sá wystąpił jeden raz, w 1993 roku. W 1996 roku został powołany do kadry na Puchar Narodów Afryki. Nie zagrał jednak na nim w żadnym meczu, a Południowa Afryka została zwycięzcą turnieju.

## Kariera trenerska
Karierę trenerską De Sá rozpoczął w zespole Bidvest Wits. Został tam uznany trenerem sezonu 2001/2002 Premier Soccer League. W latach 2005–2007 prowadził Santos FC, a w 2007 roku wrócił do Bidvest Wits. W sezonie 2009/2010 zdobył z nim Puchar Południowej Afryki. Osiągnięcie to powtórzył w sezonie 2013/2014 z Orlando Pirates.
W 2014 roku De Sá został szkoleniowcem Ajaksu Kapsztad.